# Sumburgh Airport
Sumburgh Airport är en flygplats i Storbritannien.   Den ligger i kommunen Shetlandsöarna och riksdelen Skottland, i den norra delen av landet, 900 km norr om huvudstaden London. Sumburgh Airport ligger 6 meter över havet. Den ligger på ön Mainland.
Terrängen runt Sumburgh Airport är platt åt sydost, men åt nordväst är den kuperad. Havet är nära Sumburgh Airport åt sydost.  Närmaste större samhälle är Sandwick, 13,7 km norr om Sumburgh Airport. 